# Stygnus peruvianus
Stygnus peruvianus is een hooiwagen uit de familie Stygnidae.